# 小川から水をすくう男のいる風景
『小川から水をすくう男のいる風景』（おがわからみずをすくうおとこのいるふうけい、英: Landscape with a Man scooping Water from a Streem) 、または『水を飲む男のいる風景』（みずをのむおとこのいるふうけい、仏: Paysage avec un homme buvant）は、17世紀フランスの画家ニコラ・プッサンが1637年ごろ、キャンバス上に油彩で制作した絵画で、プッサンの庇護者であったカッシアーノ・ダル・ポッツォにより委嘱されたものである。1970年にロンドンのナショナル・ギャラリーに購入されて以来、同美術館に所蔵されている。画家の風景画としては初期の作品の1つで、やはりナショナル・ギャラリーに所蔵されている対作品『休らう旅人のいる風景』とほぼ同時期に制作された。

## 作品
砂の道が砂丘を通り、遠くの丘や山に蛇行している。前景には、鑑賞者に背を向けた青色の服を着た老人がおり、その背後の地面には荷物の袋と水の入った容器がある。彼は、道の反対側で陶器の破片を使って小川の水をすくっている青年を見ているようである。背景の小さな町や何人かの人々は粗くスケッチされ、絵具の点のみで表されている。この風景は、プッサンがしばしば習作を描きに旅行したローマ郊外の田舎を想起させる。
この絵画は、古代美術にも影響を受けている。左右対称の傾ぐ木々、青空、砂地が等しい大きさを持ち、真ん中の道は構図に秩序とバランスを与えている。男たちの筋肉質で理想化された身体は古代の彫像を想起させる。

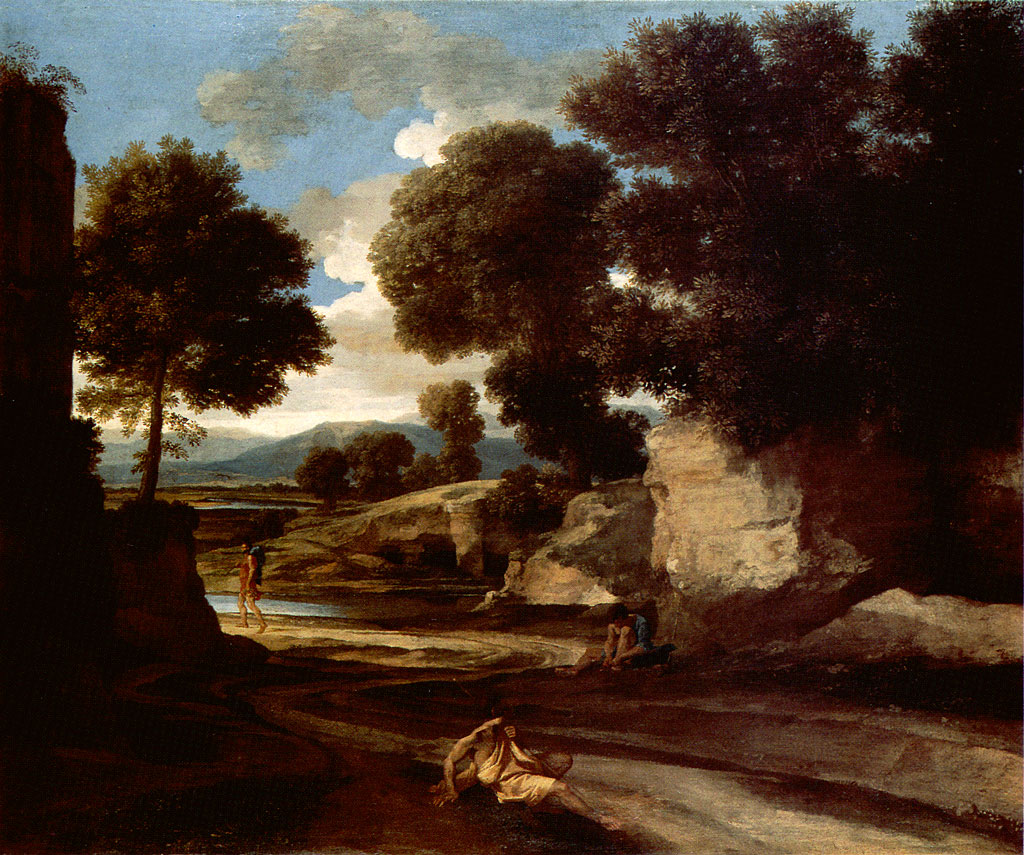
プッサン『休らう旅人のいる風景』 (1637年ごろ)、ナショナル・ギャラリー (ロンドン)

本作は、知られているいかなる物語を典拠としているわけではない。しかし、古代ギリシアの犬儒学派の祖ディオゲネス (紀元前400年ごろ - 325年) の生活を思い起こさせる。彼は所有物と奢侈のない生活を推奨し、水を飲むのに手を使っている少年を見て、自身の鉢を捨てたという。絵画はまた、ストア派の哲学を示唆しているのかもしれない。この哲学によれば、善人となるには、賢明さ、勇気、正義、節制といった徳が必要とされたが、これらの徳は17世紀に復活し、プッサンと彼の庇護者の間で人気があった。
なお、本作と『休らう旅人のいる風景』には、どちらも脚を伸ばして座っている人物が前景に描かれており、方向は逆であるが遠景に向かって蛇行する道が表されている。これらの絵画は、プッサンの風景画の「大様式」の始まりを示すものである。